# Hannibal Hamlin
Hannibal Hamlin (27 de agosto de 1809 - 4 de julio de 1891) fue el decimoquinto vicepresidente de los Estados Unidos, durante el gobierno del presidente Abraham Lincoln entre los años 1861 y 1865. También fue el primer vicepresidente perteneciente al Partido Republicano. Antes de su elección en 1860 sirvió en el Senado de los Estados Unidos, en la Cámara de Representantes, y brevemente como gobernador del estado de Maine.

## Primeros años
Nació en Paris Hill (ahora un distrito histórico del registro nacional), en la ciudad de Paris, ubicada en el condado de Oxford County en el estado de Maine. Sus padres fueron Cyrus Hamlin y Anna Livermore, siendo descendiente de James Hamlin por la sexta generación, quien se estableció en Massachusetts Bay Colony en 1639. Hamlin fue sobrino nieto del senador Samuel Livermore de Nuevo Hampshire, y nieto de Stephen Emery ministro de justicia durante 1839 a 1840. 
Hamlin asistió a escuelas en su distrito y a la secundaria Hebron Academy. Posteriormente se dedicó a la administración de la granja de su padre. En los siguientes años ejerció diferentes trabajos como: maestro, leñador, cocinero, agrimensor, administrador de un periódico semanal en París, y cajista en una imprenta. Estudió derecho y recibió la licencia para ejercer su profesión en 1833. Empezó su práctica como abogado en Hampden, en la zona residencial de Bangor, donde residió hasta 1848.

## Inicios políticos
La carrera política de Hamlin inició en 1836 cuando empezó un periodo de mandato en la Cámara de representantes de Maine, después de que fuese electo el anterior año. Sirvió durante la Guerra de Aroostook en 1839. En 1840, sin éxito se postuló por un puesto en la Cámara de Representantes de los Estados Unidos y en 1841 abandonó la Cámara de representantes estatal. Después sirvió durante dos periodos en la Cámara de Representantes de los Estados Unidos, desde 1843 a 1847. Luego fue elegido para que ocupase un puesto en el Senado de los Estados Unidos en 1848, y durante un periodo completo en 1851. A principios de su carrera fue demócrata, apoyando la candidatura de Franklin Pierce en 1852. 
Desde el principio de su servicio en el congreso se destacó como un opositor de la prolongación de la esclavitud, fue un destacado partidario de la cláusula legislativa Wilmot Proviso, y habló en contra del compromiso de 1850 sobre la esclavitud. En 1854, se opuso a la aprobación del Acta Kansas-Nebraska, la cual revocaba el Compromiso de Misuri. Después de que el partido demócrata apoyase la revocación de la Convención Nacional Demócrata de 1856, decidió renunciar a su afiliación al partido demócrata el 12 de junio de 1856 y se unió al recientemente organizado partido republicano, causando una conmoción nacional. 
Los republicanos lo nominaron ese mismo año como Gobernador de Maine, y ejerció su cargo el 8 de enero de 1857 después de que venciese con una gran mayoría de votos. Sin embargo, a finales de febrero renunció a la gobernación, y nuevamente ocupó un puesto en el Senado de los Estados Unidos desde 1857 a 1861. Después de dejar el Senado en 1881, el Secretario de Estado James G. Blaine convenció al Presidente James A. Garfield para que nombrara a Hamlin como Embajador de los Estados Unidos en España. Hamlin recibió el nombramiento el 30 de junio de 1881 y ocupó el cargo hasta el 17 de octubre de 1882. Al regresar de España, Hamlin se retiró de la vida pública a su casa en Bangor, Maine, que había comprado en 1851. La Casa Hannibal Hamlin, como se la conoce hoy, está ubicada en el centro de Bangor; incorpora arquitectura victoriana, italiana y de estilo Mansard y se encuentra recogida en el Registro Nacional de Lugares Históricos desde 1979.
- Datos: Q273546
- Multimedia: Hannibal Hamlin / Q273546